# Cassipourea spruceana
Cassipourea spruceana là một loài thực vật có hoa trong họ Rhizophoraceae. Loài này được Benth. mô tả khoa học đầu tiên năm 1876.